# Tricharina praecox
Tricharina praecox (P. Karst.) Dennis – gatunek grzybów z rodziny Pyronemataceae.

## Systematyka i nazewnictwo
Pozycja w klasyfikacji według Index Fungorum: Tricharina, Pyronemataceae, Pezizales, Pezizomycetidae, Pezizomycetes, Pezizomycotina, Ascomycota, Fungi.
Po raz pierwszy opisał go w 1869 r. Petter Adolf Karsten, nadając mu nazwę Peziza praecox. Obecną nazwę nadał mu Richard William George Dennis w 1971 r. Niektóre synonimy:
- Ascorhizoctonia intermedia Egger, Chin S. Yang & Korf 1985
- Ascorhizoctonia praecox Chin S. Yang & Korf 1985
- Tricharina praecox var. intermedia Egger, Chin S. Yang & Korf 1985

## Morfologia
Owocnik
Typu apotecjum bez trzonu, o średnicy 2–6 mm, początkowo głęboko kopułowate, w stanie dojrzałym nieco spłaszczone, czasem postrzępione. Powierzchnia hymenialna szarawa lub nieco pomarańczowa, z brązowym brzegiem pełnym pęczków długich włosków wraz z innymi, mniejszymi włoskami.
Cechy mikroskopowe
Warstwa zewnętrzna w ekscypulum (ectal excipulum) o teksturze kulisto-kanciastej. Warstwa rdzeniowa (medullary excipulum) o misternej teksturze. Worki (180) 196 – 222 (234) x (16) 19,5(–23) µm z wieczkiem, nieamyloidalne, 8-zarodnikowe, cylindryczne, zwężające się na końcu podstawy, z pastorałkami. Askospory (14) 15–16 (18) x (9) 9,6 – 10,6 (11) µm, Qe = 1,54, jednorzędowe, szkliste, ornamentowane małymi brodawkami. Parafizy z przegrodami, czasami rozwidlone, z wierzchołkiem tej samej średnicy lub niewiele grubszym. Włoski brązowe, septowane, z bulwiastą podstawą i niezaostrzonymi wierzchołkami, o średnicy (95) 101–145 (155,5) µm.

## Występowanie i siedlisko
Występuje w Ameryce Północnej, Europie, Azji i na Nowej Gwinei. Najwięcej stanowisk podano w Europie. W Polsce M.A. Chmiel w 2006 r. przytoczyła 3 stanowiska, w późniejszych latach podano następne.
Grzyby wypaleniskowe występujące na wypaleniskach, ale czasami także na ziemi bez śladu wypaleniska.